# Балты

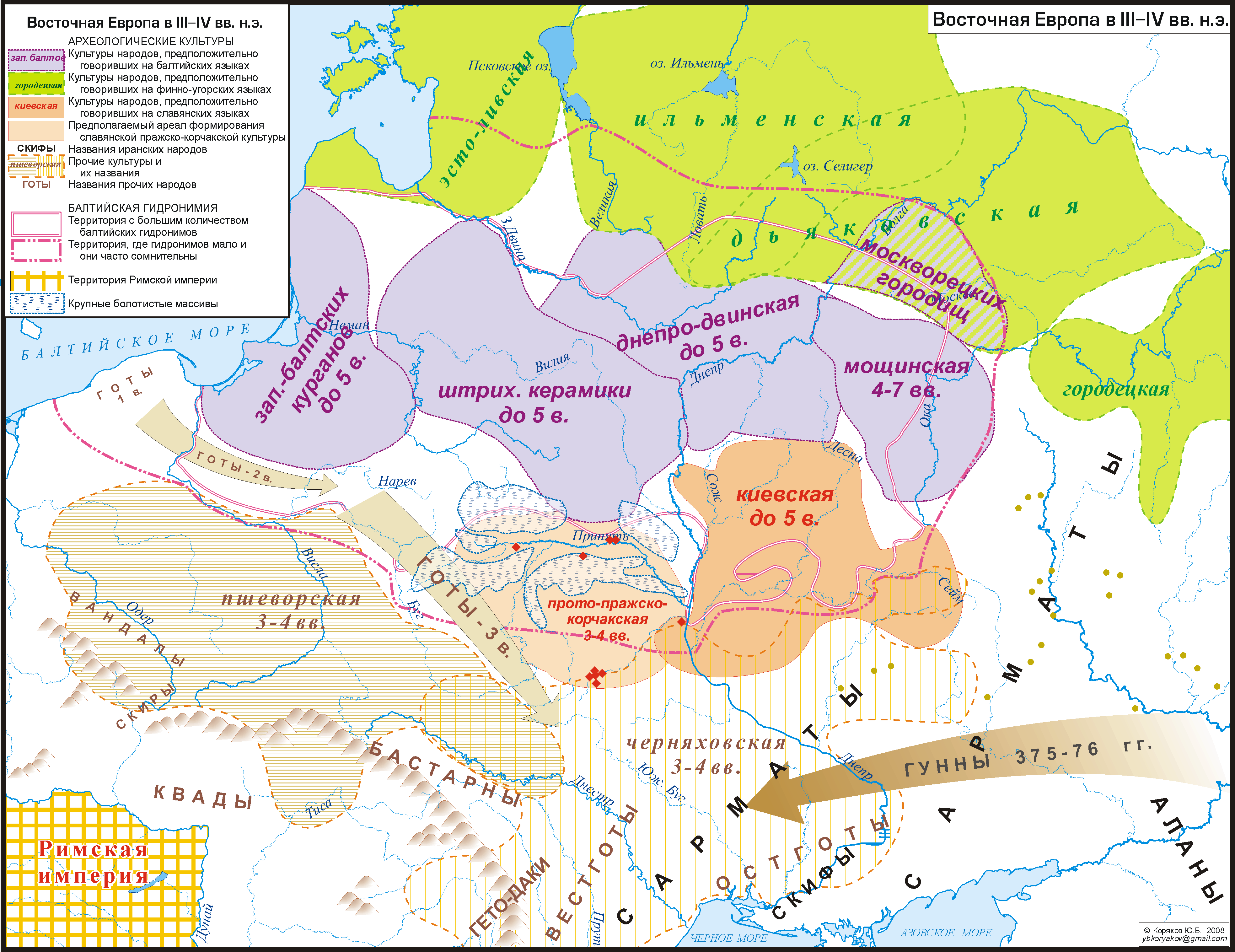
Карта балтийских и славянских археологических культур III—IV веков, соседних племён и государств и ареал балтийских гидронимов

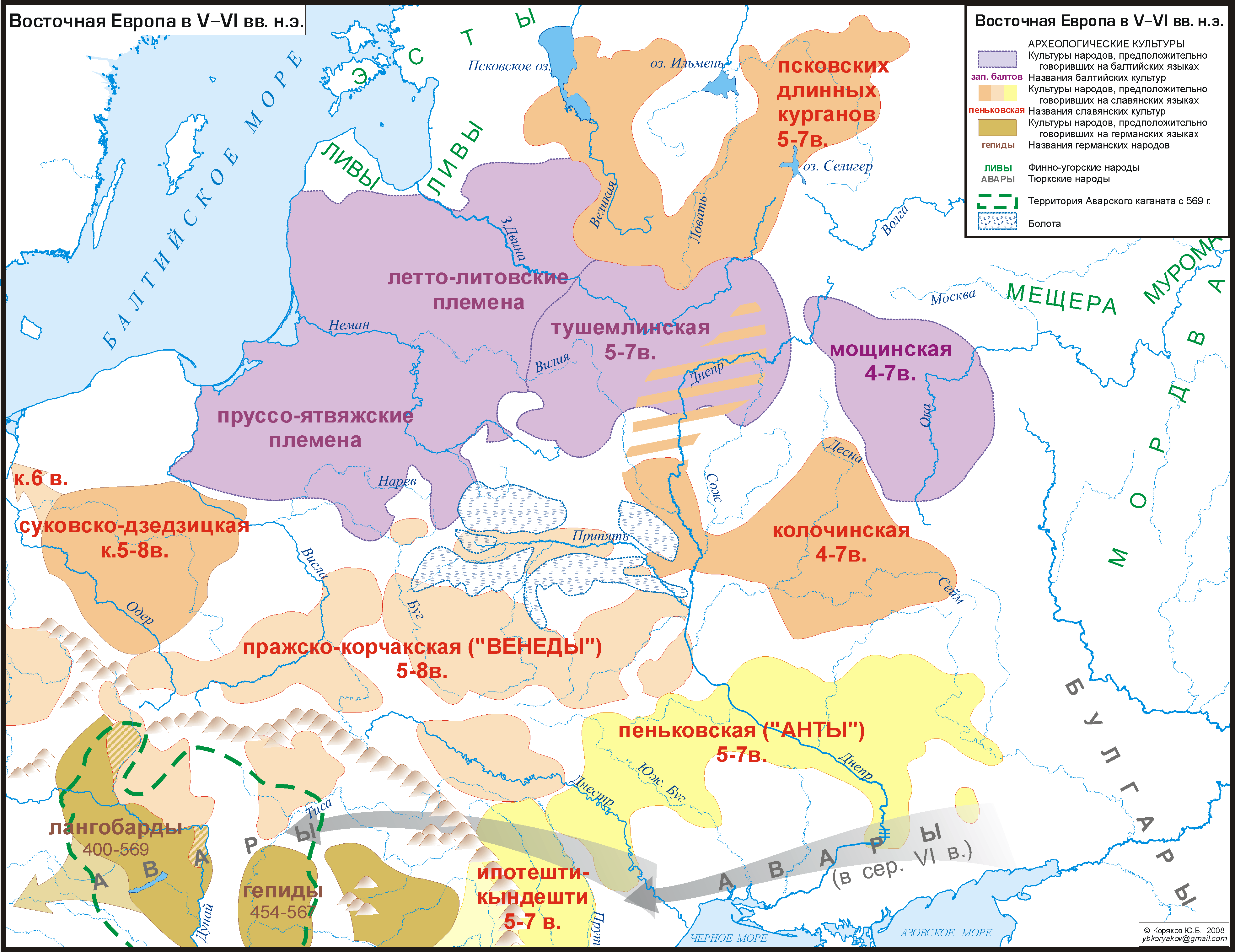
Карта балтийских и славянских археологических культур V—VI веков

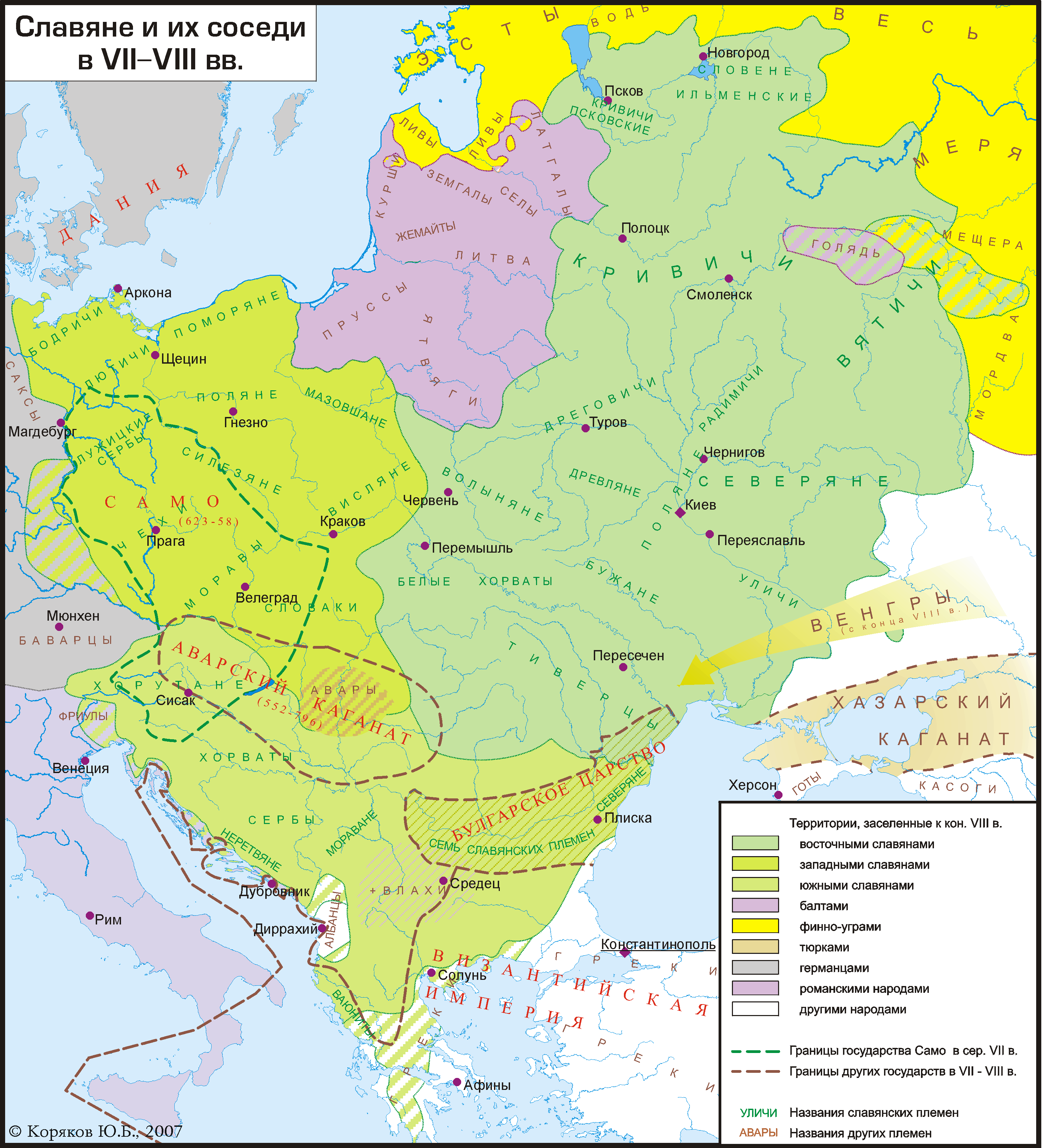
Карта расселения славян и их соседей на конец VIII века. Границы некоторых государств показаны начиная с VII века

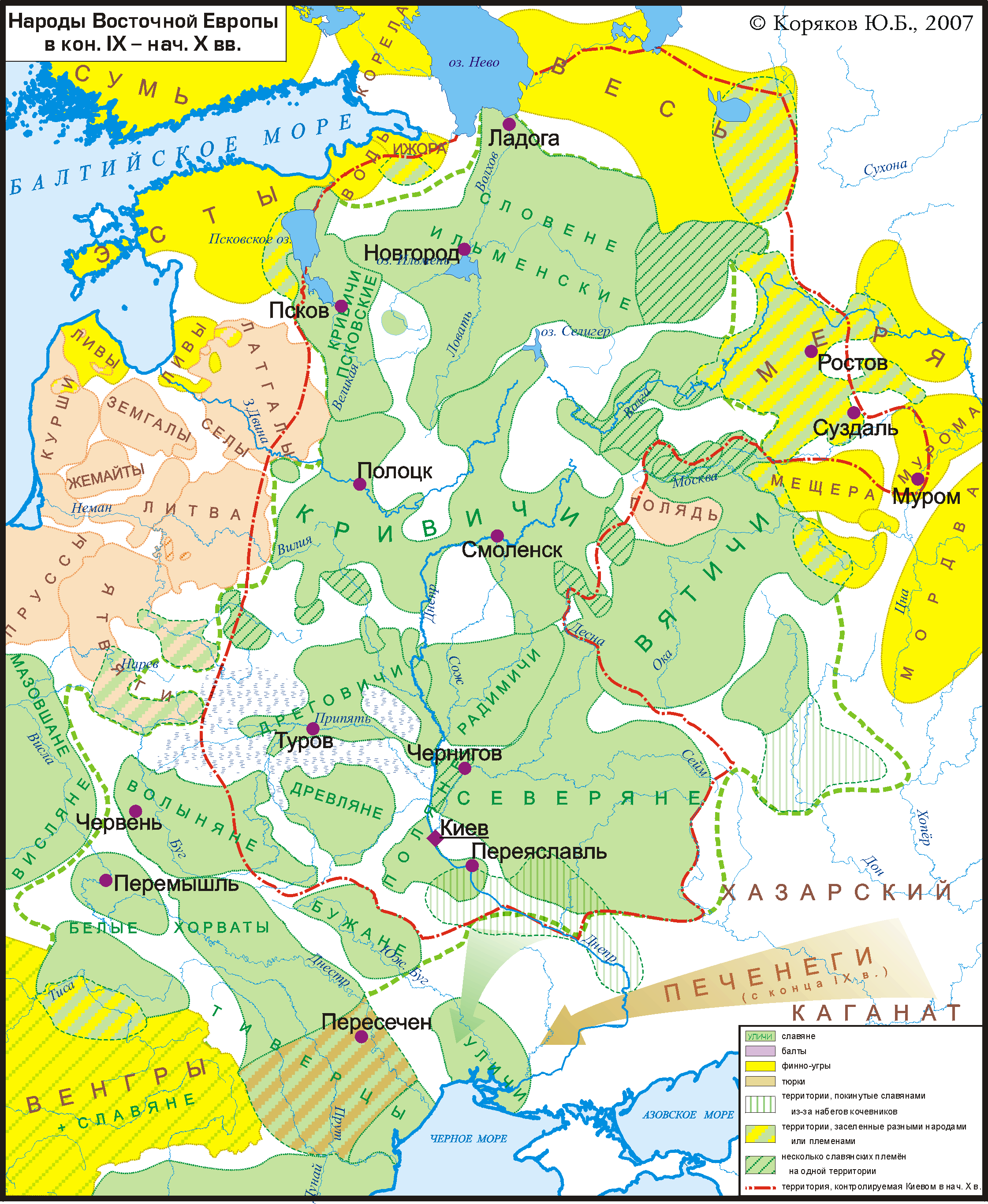
Народы Восточной Европы в конце IX — начале X века. Балтийские племена обозначены бежевым

Карта расселения балтийских племён на конец XII века

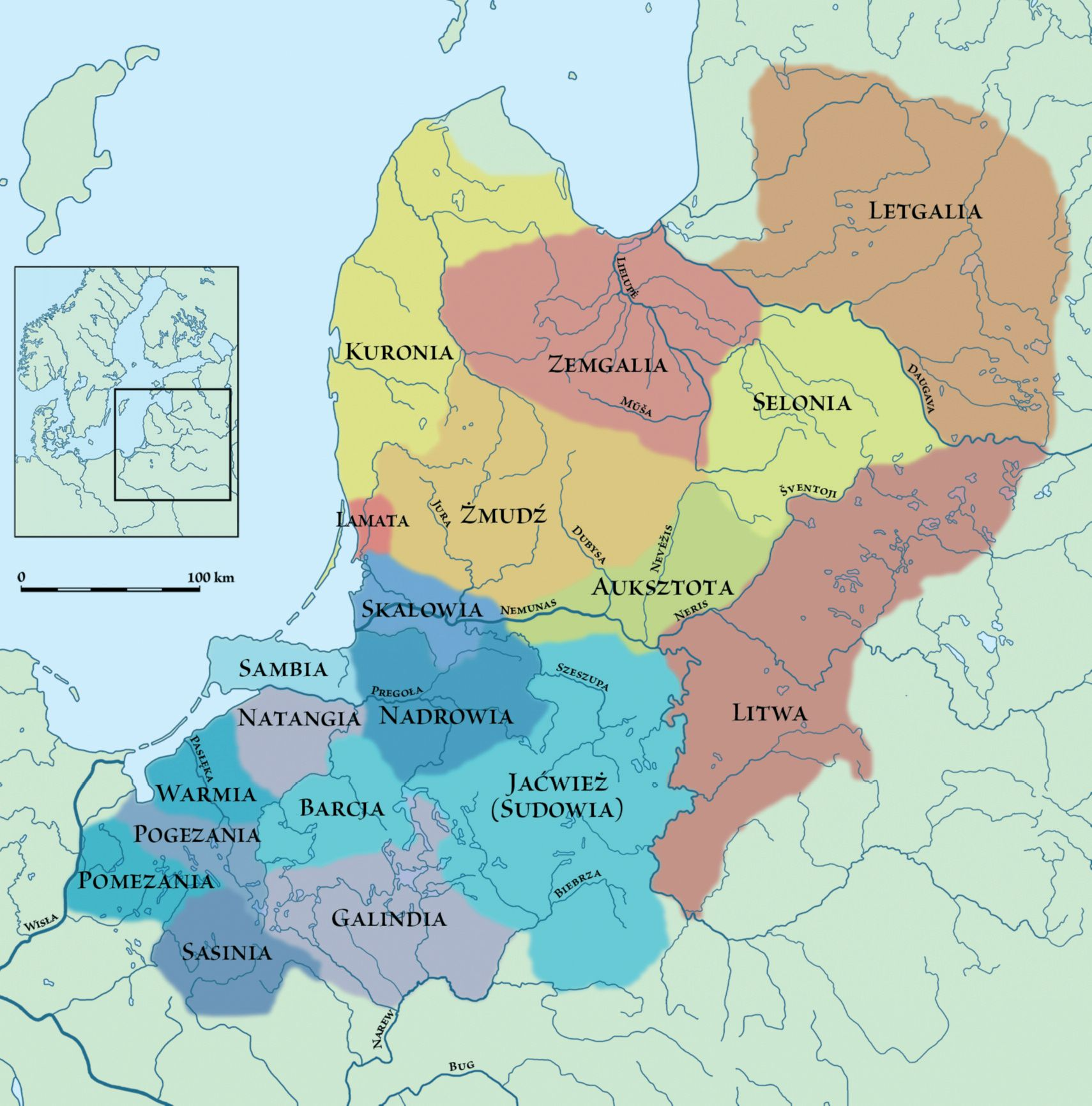
Карта расселения балтийских племён около 1200 г.

Ба́лты (балтийские народы) — группа народов, говорящих на балтийских языках. Происходят от культуры шнуровой керамики, распространённой в бронзовом веке на обширных территориях Центральной и Восточной Европы. Принесли в Восточную Европу земледелие. Сегодняшние балтийские народы включают латышей и литовцев. Оба народа принадлежат к так называемым восточно-балтийским народам. Западно-балтийские народы, к которым относились, например, пруссы, уже исчезли. Ранее, кроме современных территорий Литвы и Латвии, балты населяли территории Беларуси, Польши (Сувалкия, южная Пруссия) и России (Калининградская область, часть Московской, Калужской, Смоленской, Брянской и некоторых близлежащих областей).

Балтийские культуры конца раннего — начала среднего железного века (600—400 гг. до н. э.):
— поморская культура
— экспансия культуры подклёшевых погребений (преемницы Поморской культуры)
— культура штрихованной керамики
— милоградская культура
— днепро-двинская культура
Культура самбийских курганов:
— группа Самбии-Натангии
— группа западной Мазурии (вероятно связанная с пре-галиндами)
— ятвяжская группа
— пре-куршская группа

## Письменные упоминания
Первое письменное упоминание племён, проживавших на юго-восточной стороне Балтийского моря, обнаруживаются в книге Пифея «Об океане» (325 год до нашей эры). Там он описывает добычу янтаря. В 98 году н. э. описание быта племен эстиев (лат. aestiorum gentes), живших у Свебского (Балтийского) моря на востоке от Германии, появляется в книге «О происхождении германцев и местоположении Германии» римского историка Публия Корнелия Тацита. Геродот упоминает народ будины, обитавший в верховьях Дона между Волгой и Днепром. Позднее эти племена айстиев под разными именами описывались в сочинениях римско-остготского историка Кассиодора (523 г.), готского историка Иордана (552 г.), англосаксонского путешественника Вульфстана (900 г.), северогерманского хрониста архиепископа Адама Бременского (1075 г.).
Нынешнее название древних племён, проживавших на прилегающих к юго-восточному побережью Балтийского моря территориях, — балты (нем. Balten) и балтийский язык (нем. baltische Sprache) — как научные термины были предложены в 1845 году немецким языковедом Георгом Нессельманом (1811—1881), профессором университета в Кёнигсберге, вместо термина летто-литовцы. Название образовано по аналогии с Mare Balticum (белое море).

## Расселение
Ареал балтов простирался с бассейнов Вислы и Наревы на западе, Березины, Сожа и Южного Буга на юге до озера Ильмень и Тверской области на севере. На востоке территорией проживания балтов были современные Витебская и Могилевская области Беларуси и Псковская, Смоленская (тушемлинская культура), Брянская, Курская, Орловская области России (колочинская культура). Также исторически зафиксировано проживание западно-балтского племени голядь в верховьях Оки, в Калужской, Орловской, Тульской и Московской областях (культура москворецких городищ).
С конца I тысячелетия начались процессы славянизации балтов. В середине II тысячелетия западные балты, жившие на территории захваченной Тевтонским орденом (пруссы), подвергались активной германизации.

## Деление
В IV—III веках до н. э. сложились различия между балтами западными (пруссы, курши, галинды, ятвяги, голядь, полексяне) и восточными (земгалы, селы, латгалы, жемайты, литва), причём существует несколько концепций этногенеза, в соответствии с одной из которых западные балты ятвяги являются одними из предков белорусов, а голядь (галинды) — одними из предков населения Центральной России. Часть западных балтов — пруссы, ятвяги — также являются одними из предков белорусов и поляков; восточные балты литовцы — собственно литва (аукштайты и жемайты) и частично курши, скаловы, надровы, ятвяги (дайнавы и судувы), южные земгалы и южные селы — являются предками литовцев, а латгалы, северные курши, северные земгалы, северные селы и угрофинское племя ливов являются предками латышей. К VI—VIII векам относят разделение восточных балтов на участвовавших в этногенезе литовцев, с одной стороны, и ставших предками современных латышей, с другой.
Часть балтских племён была уничтожена в ходе экспансии немецких рыцарских орденов (символ германского милитаризма — Пруссия получила своё название от уничтоженного и ассимилированного немцами балтского народа пруссов), часть ассимилировалась к концу XVI — середине XVII века или растворилась при этногенезе современных народов (например, ятвяги в этногенезе белорусов и поляков).
К балтам иногда относят древнейших вельтов (лютичей), смельдингов и голенсичей, которые позднее были ассимилированы славянами.
Современными балтскими народами являются литовцы и латыши.

## Генетика
По данным генетиков, наиболее распространёнными Y-хромосомными гаплогруппами у сегодняшних балтов являются гаплогруппы R1a и большей частью N1c1, которые встречаются с частотой около 40 %. Гаплогруппа N1c характерна также для финно-угорских народов, бурятов, чукчей (и юитов), юкагиров, нанайцев, якутов, но у балтов подтверждён субклад L1025 (возраст — 2600 лет), не характерный ни для протестированных финнов, ни для угров. Эстонцы, саамы и ливы не тестировались[уточнить]. Субклад встречается также у восточных славян.
По материнской линии (митохондриальная ДНК) существенных различий у балтов с окружающими славянскими народами не наблюдается.
Согласно исследованию групп крови, древние миграции балтов прослеживаются также по распространению антигена LWb, который характеризует только балтов. Распространение его является самым высоким в
- латыши и литовцы — 6 %

Чем дальше, тем его присутствие постепенно стирается:
- эстонцы — 4 %
- финны — 2,9 %
- вологодские русские — 2,2 %
- поляки — 2 %
- Готланд — 1 %
- Южная Швеция — 0,3 %

## Образ жизни
Балты вели оседлый образ жизни. Жили в преимущественно сельских поселения (селищах). Наряду с земледелием и скотоводством занимались также присваивающим хозяйством — рыбной ловлей, охотой, бортничеством.

## Вятичи и радимичи
Считается (например, об этом писал советский археолог, д. и. н. В. В. Седов), что балты приняли участие в этногенезе вятичей и радимичей. Об этом говорят характерные украшения — шейные гривны, которые не принадлежат к числу распространённых украшений в восточнославянском мире X—XII веков. Только у двух племенных союзов (радимичей и вятичей) они получили относительно широкое распространение. Анализ радимичских шейных гривен показывает, что прототипы многих из них находятся в балтских древностях, а обычай широкого употребления их обусловлен включением в этногенез этого племенного объединения балтских аборигенов. Очевидно, распространение шейных гривен в ареале вятичей также отражает взаимодействие славян с балтами-голядью. Среди вятичских украшений есть янтарные украшения и шейные гривны, не известные в других древнерусских землях, но имеющие полные аналогии в летто-литовских материалах.